# Lasiosphaeria depilata
Lasiosphaeria depilata är en svampart som beskrevs av Fuckel 1874. Lasiosphaeria depilata ingår i släktet Lasiosphaeria och familjen Lasiosphaeriaceae.   Inga underarter finns listade i Catalogue of Life.